# La Reina blanca
L'Estàtua de la Reina blanca (núm. d'inventari: JE 31413) és una escultura que representa Meritamon, filla i esposa de Ramsés II (1279–1213 abans de la nostra era). La part final de les inscripcions sobre el pilar dorsal, amb el nom i títols principals de la reina, s'ha perdut. Tanmateix, la corona circular amb cobres i amb Aton (que sostenia dues plomes altes i un altre disc solar) i l'ureu doble sobre el front (les dees Nekbet i Djet duent la Corona de l'Alt i del Baix Egipte) defineixen el rang de reina i gran esposa reial, la consort principal del sobirà. Es va esclarir la seua identitat quan se'n va descobrir que el tocat i rostre mostren semblança amb els del Colós de Meritamon descobert a Panòpolis el 1982, amb les inscripcions identificant-la com a Meritamon, filla major de Ramsés II i gran esposa reial Nefertari, que es convertí en esposa reial a la mort de sa mare. La dona retratada, jove i amb un lleu somriure, duu una perruca llarga cenyida amb doble banda que sosté l'ureu, arracades grosses redones, en forma de botó, polsera al canell esquerre de dues voltes de grans tubulars i un ampli collar, amb grans en forma del jeroglífic nefer, que significa 'bell'; a la mà dreta, sobre el pit, agafa un collaret amb el contrapés en forma de dea Hator, que permet identificar-la com a sacerdotessa; els mugrons, visibles a través del vestit cenyit de lli transparent, semblen petites rosetes. Entre els títols conservats en la inscripció posterior, apareix: 
| « | "Tocadora del sistre de Mut i el menat d'Hathor, ballarina d'Hathor. | » |

La fina estàtua fins i tot conserva parts de la policromia originària, roig als llavis, blau fosc a la perruca, groc en les bandes, tocat i joies recordant l'or que formava aquestes peces en realitat. La superfície polida evoca una pell blanca i suau.(4) La va descobrir a Tebes, en l'anomenada "Capella de la Reina Blanca" del Ramesseum, l'arqueòleg britànic Flinders Petrie el 1896.(3)
Aquesta peça és la part superior d'una estàtua trencada, i unes noves excavacions en l'àrea al 1994 en trobaren fragments del peu dret, parts d'una cama i més bocins del pilar posterior.